# Thomas Hearns
Thomas Hearns (ur. 18 października 1958 w Memphis) – amerykański bokser, pierwszy w historii mistrz świata w pięciu kategoriach wagowych. Pokonał 14 zawodników o tytuł mistrza świata. Bokser roku 1980 oraz 1984 według magazynu The Ring. W 2012 wprowadzony do International Boxing Hall of Fame.

## Amatorska kariera
Jako amator stoczył 163 pojedynki wygrywając 155 z nich, w 1977 zwyciężył w National Golden Gloves w wadze lekkopółśredniej.

## Zawodowa kariera
Zawodową karierę rozpoczął w 1977 roku pod okiem trenera Emanuela Stewarda i w tym roku również 25 listopada zadebiutował na zawodowym ringu nokautując w drugiej rundzie Jeromego Hilla. W swoim osiemnastym pojedynku 3 kwietnia 1979 pokonał jednogłośnie Alfonso Haymana, była to pierwsza walka której nie zdołał zakończyć przez czasem. 28 czerwca 1979 znokautował w trzeciej rundzie przyszłego mistrza WBC w wadze junior półśredniej Bruce’a Curry.

### Mistrzostwo wagi półśredniej
2 sierpnia 1980 roku zdobył mistrzostwo federacji WBA pokonując przez techniczny nokaut w drugiej rundzie Pipino Cuevasa. Po trzech obronach które zakończył przed czasem 16 września 1981 doszło do pojedynku unifikacyjnego z mistrzem federacji WBC Sugar Rayem Leonardem Po zaciętej walce przegrał przez techniczny nokaut w czternastej rundzie pomimo że do momentu przerwania walki prowadził na punkty u wszystkich sędziów. Magazyn The Ring uznał ten pojedynek za walkę roku 1981..

### Mistrzostwo wagi junior średniej
Po tej porażce Hearns postanowił zmienić kategorie wagową na wyższą i po stoczeniu trzech zwycięskich walk 3 grudnia 1982 zmierzył się z mistrzem federacji WBC Wilfredem Benítez, którego po zaciętym pojedynku pokonał decyzją większości zdobywając mistrzostwo w drugiej kategorii wagowej.

### Waga średnia
Po trzech obronach, w których pokonał Luigiego Minchillo, Roberto Durána oraz Freda Hutchingsa 15 kwietnia 1985 zmierzył się z mistrzem federacji WBA oraz IBF Marvinem Haglerem. W pierwszej zaciętej rundzie bardzo często dochodziło do wymian ciosów w półdystansie. Po pierwszej rundzie Hagler miał mocno krwawiące rozcięcie na nosie, a Hearns złamaną prawą rękę, przez co stracił swój największy atut. Podczas drugiej rundy starał się utrzymywać rywala na dystans, konsekwentnie punktując lewym prostym, jednakże Haglerowi udawało się trafiać, zaś pod koniec rundy znów doszło do ostrej wymiany w półdystansie. W trzeciej rundzie Hearns był bardziej ruchliwy punktując lewą ręką, jednakże Hagler trafił mocnym sierpowym, by po chwili drugim ciosem sierpowym znokautować Hearnsa, któremu udało się wstać przed końcem liczenia, ale był zbyt zamroczony, by kontynuować pojedynek i sędzia zakończył walkę. Pomimo że walka trwała tylko trzy rundy, została uznana przez magazyn The Ring walką roku. Po wyleczeniu kontuzji Hearns 10 marca 1986 w pojedynku o pas NABF w wadze średniej znokautował już w pierwszej rundzie niepokonanego wcześniej Jamesa Shulera dla którego był to już ostatni pojedynek; siedem dni później zginął w wypadku na motocyklu. Hearns, zszokowany wiadomością o śmierci swojego niedawnego rywala, przekazał pas, który zdobył w tej walce rodzinie Shulera. Trzy miesiące później powrócił do kategorii junior średniej, by bronić pasa WBC wygrywając z Markiem Medalem przez TKO w ósmej rundzie. Po tym pojedynku zrezygnował z pasa mistrzowskiego i pozostał w wadze średniej. 17 października 1986 pokonał Douga DeWitta.

### Mistrzostwo wagi półciężkiej
Po tym pojedynku postanowił przenieść się do wagi półciężkiej by zmierzyć się z mistrzem WBC Dennisem Andriesem. Do ich pojedynku doszło 7 marca 1987 i Hearns dominował w każdej z rund w tym w rundzie szóstej mistrz był trzykrotnie liczony. W dziesiątej rundzie po nokdaunie Andries odmówił kontynuowania pojedynku.

### Mistrzostwo wagi średniej
Po tym pojedynku Hearns zrezygnował z mistrzowskiego pasa by zmierzyć się z Juanem Domingo Roldanem, którego znokautował w czwartej rundzie zdobywając wakujący pas WBC w wadze średniej zostając pierwszym w historii mistrzem czterech przedziałów wagowych. Swój pas stracił już w pierwszej obronie przegrywając z Iranem Barkleyem przez techniczny nokaut już w trzeciej rundzie. Pomimo przewagi Hearnsa w każdej z rund Barkley skontrował prawym ciosem sierpowym trafiając w szczękę Hearnsa nokautując go, Hearns wstał przed końcem liczenia ale po wznowieniu walki i kolejnych ciosach Barkley ponownie znokautował Hearnsa i sędzia przerwał pojedynek. Nokaut ten został wybrany przez magazyn The Ring nokautem roku.

### Mistrzostwo wagi super średniej
Po tej porażce postanowił przenieść się do nowo utworzonej kategorii super średniej, gdzie w pierwszym pojedynku pokonał decyzją większości Jamesa Kinchena, pomimo że w czwartej rundzie był liczony jak i ukarano go odjęciem punktu za przytrzymywanie rywala zdobywając pas nowo powstałej federacji WBO oraz zostając pierwszym w historii mistrzem pięciu kategorii wagowych. 12 czerwca 1989 doszło do pojedynku unifikacyjnego w którym ponownie spotkał się z Sugar Rayem Leonardem broniącym pasa WBC. Pojedynek zakończył się kontrowersyjnym remisem, pomimo że Leonard był liczony w rundzie trzeciej i jedenastej przez co obaj bokserzy zachowali swoje pasy. Większość obserwatorów uznała, że zwycięstwo należało się Hearnsowi, co również później potwierdził sam Leonard. Dziesięć miesięcy później obronił swój pas wygrywając jednogłośną decyzją Michaela Olajide.

### Ponowne mistrzostwo wagi półciężkiej
Po stoczeniu ostatniej walki zrezygnował z pasa WBO po czym zmienił kategorię wagową na wyższą gdzie po stoczeniu trzech zwycięskich pojedynków 3 czerwca 1991 zmierzył się z niepokonanym mistrzem federacji WBA Virgilem Hillem, którego pokonał jednogłośną decyzją dominując nad młodszym mistrzem praktycznie w każdej rundzie. Swój pas stracił w pierwszej obronie ponownie ulegając Iranowi Barkleyowi przez niejednogłośną decyzję.

### Waga junior ciężka
Po tej porażce postanowił zmienić kategorię wagową na wyższą i po stoczeniu ośmiu zwycięskich walk 10 kwietnia 1999 pokonał Nate Millera zdobywając pas mistrzowski mniejszej federacji IBO, który stracił w pierwszej obronie rok później przegrywając w drugiej rundzie z powodu kontuzji kostki z Uriahem Grantem. Na ring powrócił dopiero pięć lat później jednakże po stoczeniu dwóch zwycięskich pojedynków w 2006 roku zakończył karierę.